# Haus Schwarzenstein

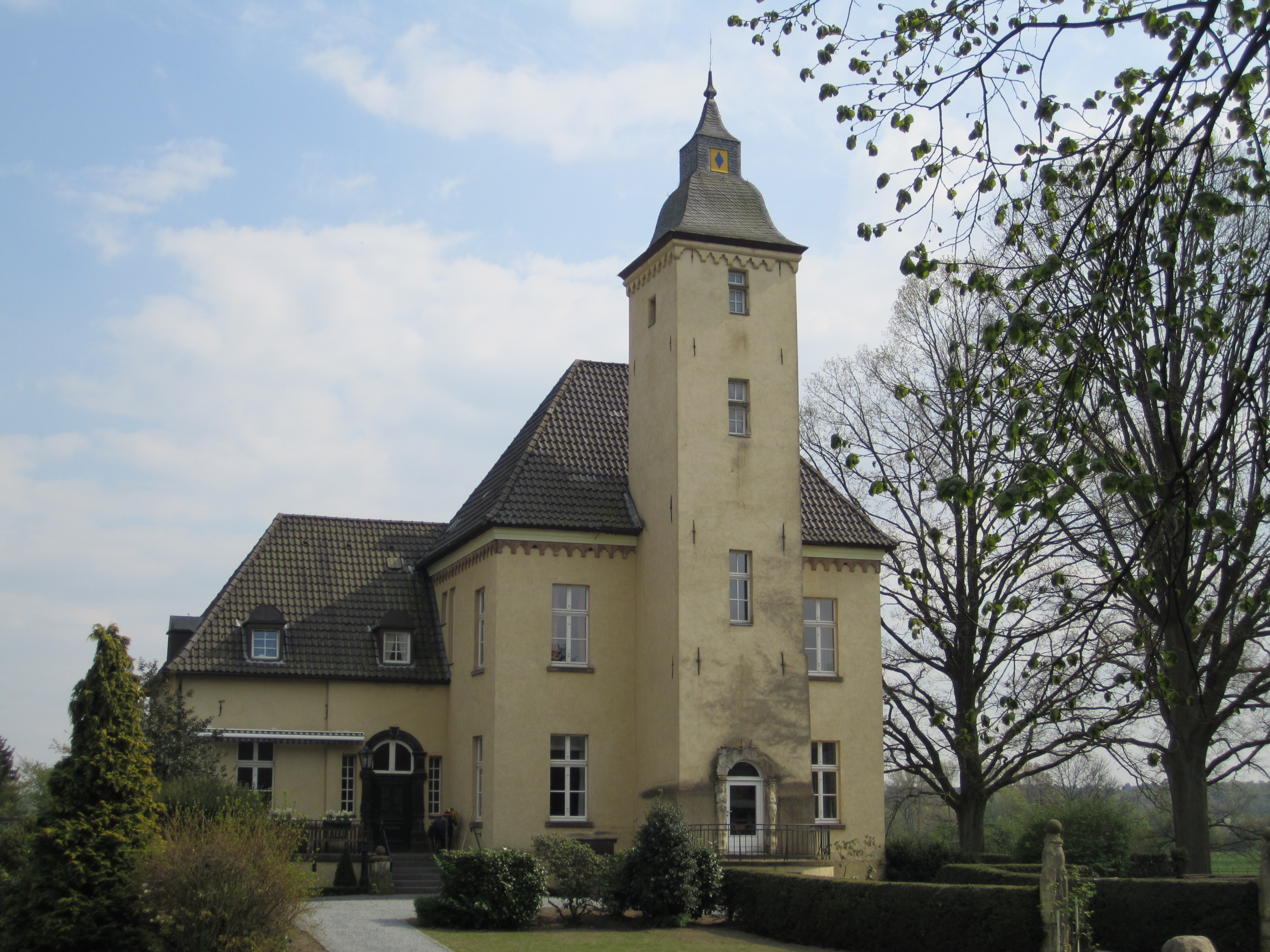
Haus Schwarzenstein, 2011

Haus Schwarzenstein ist ein ehemaliger Rittersitz im heutigen Ortsteil Drevenack in Hünxe. Die Wurzeln des festen Hauses liegen im 14. Jahrhundert. Von der historischen Wasserburg ist nur der Turm erhalten, die anderen Gebäude stammen weitgehend aus dem 19. Jahrhundert.

## Geschichte
Eine Urkunde aus dem Jahre 1348 belegt erstmals das Geschlecht von Schwarzenstein.
Nach der Familie von Ringenberg erwarben 1454 die Strecke die Herrschaft. 1468 ging sie an die Amelong und 1514 an die Familie Mumm, die sich Mumm von Schwarzenstein nannte. Im Volksmund wurde die Anlage damals Kastell genannt.
Nachdem 1713 die Familie auf Schwarzenstein ausgestorben war und die umfangreichen Besitztümer erblich geregelt waren, kaufte zunächst der Generalmajor Johann Franz von Crone aus Wesel, der es schon 1716 an den Herrn von Krudenburg, Freiherr Johann Siegmund von Heyden veräußerte. Er legte unter anderem eine große Freitreppe, eine steinerne Brücke sowie eine Orangerie und wahrscheinlich auch die Ermitage an. 1729 erheiratete Freiherr Johann Sigismund von Strünkede das herrschaftliche Gut. In der zweiten Hälfte des 18. Jahrhunderts wurde der Rittersitz heruntergewirtschaftet und verschuldet und musste verkauft werden. Da sich kein adeliger Käufer fand, sollte Schwarzenstein an bürgerliche verkauft werden. Dieses Gesuch lehnte Preußenkönig Friedrich der Große in einem selbstgeschriebenen Brief mit den Worten „kan Euch von mier ... nicht verstattet werden“ ab. Trotzdem wurde das Gut 1776 unter unklaren Umständen an die bürgerliche Witwe Löhr zu Wesel veräußert. Damit endete seine Landtagsfähigkeit.
Neben dem festen Haus innerhalb des Grabens, befanden sich noch die Stallgebäude, das Brauhaus, das Schäferhäuschen, der Backofen und der Brunnen unter dem Erkauften. Weiterhin 158 Morgen 587 Ruten Land, nebst mehreren Rechten.
1849 erbte der evangelische Pastor Schneider aus Wesel Schwarzenstein, danach sein Schwager Jodocus Albertus Casparus Eichelberg.
1889/1890 wurde das alte Gebäude abgetragen, nur der Turm blieb erhalten. Unter Benutzung der alten Fundamente und Gewölbe wurde das heute bestehende Gebäude errichtet. Die letzte größere Veränderung ist von Alfred Eichelberg 1907 vorgenommen worden.
In den Kriegswirren am Ende des Zweiten Weltkrieges wurde Schwarzenstein geplündert und Alfred Eichelberg im Juni 1945 ermordet.

## Haus Schwarzenstein heute
Der 1945 nachfolgenden Besitzer aus der Familie Eichelberg verließ das Gut und verpachtete es ab 1961 dem Rheinisch-Westfälischen Schleppjagdverein, der es bis heute nutzt.
Der die Jahreszahl 1517 tragende Turm der ursprünglichen Wasserburg ist nahezu unverändert erhalten. Über zwei Sandsteinfiguren stehen die Wappen der Familie Amelung und Mumm. Der als Wetterfahne auf der Turmspitze dienende Halbmond geht der Überlieferung nach auf einen Mumm zurück, der an den Türkenkriegen teilnahm.
Nordöstlich der Gebäudegruppe sind ein runder und ein rechteckiger Teich am Zufahrtsweg letzte Reste des Parks der einstigen Ermitage. An dem vom Osten kommenden Zufahrtsweg liegt auch das seit dem 19. Jahrhundert genutzte, eingefriedete Erbbegräbnis der Familie Eichelberg.
Im Gelände um die Gebäudegruppe sind zahlreiche moderne Kunstobjekte aufgestellt. Nördlich der Gebäudegruppe liegt eine große als Reitfläche genutzte Wiese. In dem umliegenden rund 290 Hektar großen Waldgebiet befinden sich zahlreiche Reitwege mit rund 150 künstlichen Hindernissen für gerittenen Jagden.